# Safe and Sound (canção de Justice)
"Safe and Sound" é uma canção da duo francesa de música eletrônica Justice. Foi lançada como o single principal de seu terceiro e futuro álbum, Woman (2016), em 13 de Julho de 2016. A canção entrou na French Singles Chart na 48ª posição.

## Antecedentes e lançamento
Antes do lançamento da canção, um usuário do site de compartilhamento de mídias Reddit descobriu "Safe and Sound" na set do DJ Busy P, dono da Ed Banger Records, pelo aplicativo de celular Shazam. Em 13 de Julho de 2016, "Safe and Sound" foi tocada pela primeira vez na rádio BBC Radio 1, na programação da DJ Annie Mac. Na mesma data, a canção foi lançada de graça via download, em ambos os formatos MP3 e WAV, no site do Justice. Após o lançamento da canção, muitas revistas e noticiários tinham altas expectativas de que um novo álbum de estúdio seria lançado em breve pela banda.

## Recepção crítica
"Safe and Sound" recebeu críticas positivas. A maioria dos críticos elogiaram a estrutura e o som meio disco. Ryan Reed do Rolling Stone chamou a canção de "um disco épico e psicodélico construído em um estalar de dedos, sessão de cordas sintéticas, sintetizadores de jazz-fusion espásticos e uma das batidas de baixo mais ferozes desde o clássico de 1982 "Forget Me Nots" de Patrice Rushen." Lyndsey Havens do Consequence of Sound comparou a canção com o hit do Justice "D.A.N.C.E.", citando o "refrão repetitivo, hipinótico e os vocais arejados que navegam sobre os sintetizadores explosivos da canção" como uma razão disso. Allison Sadlier do Entertainment Weekly escreveu que a canção se mantém leal ao som de disco "estilo techno moderno" da duo e "vale a pena ouvir enquanto dança."

## Faixas
| Download digital |                  |         |  |
| N.º              | Título           | Duração |  |
| 1.               | "Safe and Sound" | 5:46    |  |

## Posição nas paradas
| Paradas (2016)                                | Posição em pico |
| --------------------------------------------- | --------------- |
| Bélgica (Ultratip Bubbling Under de Flandres) | 12              |
| Bélgica (Ultratip Bubbling Under da Valônia)  | 29              |
| Bélgica (Ultratop Dance de Flandres)          | 8               |
| França (SNEP)                                 | 48              |